# Церкљански Врх
Церкљански Врх (словен. Cerkljanski Vrh, итал. Passo di Circhina) је насељено место у општини Церкно, Горишка регија, Словенија.

## Историја
До територијалне реорганизације у Словенији био је у саставу старе општине Идрија.

## Становништво
У попису становништва из 2011. године, Церкљански Врх је имао 63 становника.
| Становништво према пописима | Становништво према пописима | Становништво према пописима |
| --------------------------- | --------------------------- | --------------------------- |
| 1991                        | 2002                        | 2011                        |
| 84                          | 76                          | 63                          |

Напомена: Године 1955. повећано за насеље Хобовше при Нови Оселици, које је укинуто.

## Галерија
- засеок Хобовше
- засеок Кацин
- засеок На Раван
- засеок Вехарше